# 放課後シンデレラ
『放課後シンデレラ』（ほうかごシンデレラ）はHOOKSOFTから2020年8月28日に発売されたアダルトゲームであり、同ブランドの20周年記念作品である。
2022年1月28日には、ファンディスク『放課後シンデレラ ミニファンディスク～あなたと帰る最後の下校道～』が発売された。
2022年3月31日には、PlayStation 4/Nintendo Switchへの移植版がエンターグラムから発売された。
2022年9月30日には、ナンバリング上の続編『放課後シンデレラ2』が発売された。

## システム
本作は「下校」を主題としており、物語を進めるには下校ルートを構築する必要がある。ルート構築に際しては、学校から駅までを記したマップ画面で下校スポットを4つまで選択する。マップの右下にはヒロインのアイコンがあり、そこを選択するとヒントが表示される。また、マップ上には表示されないが、ヒロインたちと同じルートになった場合、背景の中にヒロインの姿が描かれる。帰宅中のヒロインと会った場合、声をかけるか否かはプレイヤー次第である。ヒロインと会話する際、他のヒロインが登場するケースもある。
このほかにも、「ガーリートーキング」が導入されている。

## あらすじ
主人公・公住清史郎は数年ぶりに生まれ故郷へ戻るも、あまりの様変わりぶりに戸惑う。同時期に転校してきた下校好きの田寄多乃実と出会ったことがきっかけで、前向きな気持ちで新生活に臨むようになり、やがて日常の中に新たな出会いがあることに気づく。
多乃実ルート
アフター
清史郎と多乃実は推薦入試で合格を果たす。ある日、彼女は児童文学コンクールに入賞したことを清史郎に明かす。
陽佳ルート
アフター
陽佳は推薦入試で大学に合格する。清史郎は一般入試で同じ大学に入るため、陽佳の支援の下、猛勉強をする。そして、卒業式の後、2人は合格発表を見に行く。
つくしルート
アフター
清史郎の卒業の日が近いことに、つくしは複雑な気持ちになる。それを察した清史郎は、受験勉強中もつくしと連絡を取り合えるようにした。
雪子ルート
アフター
先に卒業した雪子は浪人生として、清史郎と二人で受験勉強に励んでいた。清史郎が指定校推薦に受かったことを知った雪子は後輩になりたくないという想いから、勉強に熱が入る。受験を終えた後、二人は甘い日々を過ごす。そして、雪子は清史郎の卒業式に向け、とあるサプライズを計画していた。
茉莉愛ルート
アフター
茉莉愛と清史郎は海外の大学に進学することになり、それぞれの将来に向けて励んでいた。ある日、花嫁修業と称して、茉莉愛が清史郎の家に過ごすことになった。

## 登場人物
公住 清史郎
主人公。
田寄 多乃実（たより たのみ）
声:八ッ橋しなもん
清史郎と同時期に転校してきた少女。下校の時間が一番好き。
長南 陽佳（おさなみ ようか）
声：小波すず
清史郎の幼馴染で、クラスの中心にいる。明るい性格で、常に友人のうちの誰かと行動を共にしている。清史郎からはあまりの変貌ぶりに距離を置かれているが、幼馴染として気にかけている。
築島 つくし（つくしま つくし）
声：みたかりん
清史郎らの後輩。清史郎に一目ぼれしたものの、臆病な性格故になかなか接触できずにいる。食いしん坊であり、常に買い食いしている。
宇佐川 雪子（うさがわ ゆきこ）
声：北大路ゆき
清史郎らの先輩で、何かと彼にちょっかいをかけている。趣味は猫の写真を撮ることであり、写真の腕を評価され、地域新聞部に出入りしている。
王城 茉莉愛（おうじょう まりあ）
声：柚原みう
清史郎らとは別のミッション系スクールの生徒。明るい笑みが評判で、校外でも知られている。また、奉仕精神が強く、駅前で募金活動をしている。一方、恋愛経験は無い。

## 制作
ディレクターの宅本うとは、20周年として制作するにあたり、長く続けられる作品を作りたいと考えていた。また、HOOKSOFTの得意分野である「学園恋愛もの」を踏襲したいとも考えていた。宅本は「学生生活における日常の恋愛感」をあらためて突き詰める中で、下校が当てはまることに気づく。具体的には、普段接点のない同級生と帰り道で会ったり、強制的に二人桐っぽい感じが出て妙に意識する場面が該当する。
こうして、下校を主題とすることに決まった。
単に出会って下校するだけでは予定調和感が強いため、イレギュラーなイベントが発生するように設計された。また、このシステムはヒロインと偶然出会うドキドキを体感するためのものであり、バッドエンドは存在するものの、難易度は低めに作ってあるほか、ヒロインのおおまかな居場所を把握できるモードも用意された。

### キャラクター設定
攻略対象ヒロインのコンセプトなどは以下の通り。
- 多乃実：「主人公だけに頼ってくる女の子の可愛さ」がテーマである。好奇心旺盛で寄り道が好きであるため、純粋に企画コンセプトに沿った下校をするだろうと宅本は「BugBug」とのインタビューの中で話している[1]。
- 陽佳：「変わってしまった幼なじみ」がテーマである。ほぼすべてのユーザーが「幼馴染は主人公に近い存在」という感覚を持っているため、あえて派手な見た目にした。彼女はプレイヤーにとっても主人公にとっても遠く感じられるため、そこから彼女の本質に触れていくのが物語の主題となる[1]。
- つくし：「尽くしてくれる女の子の可愛さ」を主題としているが、接点のない異性に尽くされると恐怖でしかないため、物語の序盤では献身的な姿を描かないようにしている[1]。
- 雪子：「先輩キャラに気軽にグイグイ来られると存外気持ちいい」という宅本の思想を基にしており、「ウザい」の表現は不快なものでなく、こちらの都合を無視してぐいぐい来ることが想定されている[1]。
- 茉莉愛：ほかの4人とは方向性がやや異なり「他校の生徒に校門前で待っててもらいたい！」という宅本の願望が元になっている[1]。待っててもらう際、周囲がざわつく要素が欲しいということで、お嬢様として設定された[1]。

本作は企画趣旨としてみると、雰囲気を重視されそうだったため、これを徹底的に排除する必要があり、ヒロインのネーミングもその一環である。また、攻略対象者の魅力を集中させたいという宅本の意向から、攻略対象ではないがHシーンのある「サブヒロイン」は用意されなかった。

### キャスティング
雪子役の北大路ゆきは、最初「うざかわいい」という雪子のキャラクター性の表現に悩み、最終的には学生時代の部活にいたなれなれしい先輩を参考にしたとGetchu.comのブログに寄せた記事の中で明らかにしている。一方、宅本はこのブログ記事に寄せたコメントの中で、声を崩しつつも、聴き手に愛着を与え、かつまた聞きたいと思わせることは極めて難しいと、北大路の演技を評価している。

## 反響
| 部門名       | Getchu.com |
| ------------ | ---------- |
| 総合         | 14位       |
| シナリオ     | 圏外       |
| グラフィック | 圏外       |
| 音楽         | 6位        |
| システム     | 圏外       |
| ムービー     | 10位       |
| エロ         | 圏外       |

Getchu.comによる「美少女ゲーム大賞2020」での結果は右表の通り。また、キャラクター部門では雪子が16位にランクインした。

## 他作品とのかかわり

### ゲスト出演
オンラインゲーム『Deep One 虚無と夢幻のフラグメント』では、2023年8月1日に本作とのコラボイベント「平生想う幻夢の道寄」が開催された。